# Козлов, Василий Васильевич (поэт)
Васи́лий Васи́льевич Козло́в (род. 5 июля 1947, станция Оловянная, Читинская область) — российский поэт, главный редактор журнала «Сибирь» (1986—2012). Член Союза писателей СССР (1980). Член Союза писателей России.

## Биография
Родился в 1947 году на станции Оловянная Читинской области.
Работал на заводе, на стройках. Служил в Советской Армии.
В 1986—2012 годах — главный редактор литературного журнала «Сибирь».
Живёт и работает в Иркутске.

## Творчество
В 1968 году в армейской газете были опубликованы первые стихи.
Первая книга «Уроки доброты» вышла в Иркутске в 1975 году.
Публиковал стихи в журналах «Москва», «Наш современник», «Сибирь», «Иркутский Кремль» и других.

## Избранная библиография
Сборники стихов
- Уроки доброты. — Иркутск: Вост.-Сиб. кн. изд-во, 1975. — 36 с. — Тираж 10 000 экз.
- Есть у меня на свете брат. — Иркутск: Вост.-Сиб. кн. изд-во, 1979.
- Стихотворения. — Иркутск: Вост.-Сиб. кн. изд-во, 1985. — 80 с., ил. — Тираж 2 000 экз.

Антологии, коллективные сборники
- Молодые голоса: Сборник стихов русских советских поэтов / Сост. Старшинов Н., предисл. Дудина М., под ред. Цыбина В. — М.: Худож. лит., 1981. — 542 с. — Тираж 10 000 экз. — С. 201—204.
- Час России. — М., 1988.
- Молю прощения. — М., 1990.
- Русская сибирская поэзия: Антология XX век / Авт., рук-ль проекта Бурмистров Б. В. — Кемерово, 2008. — 980 с. — Тираж 1 100 экз. — ISBN 5-86338-055-1. — С. 179—181, порт.

## Награды
- Лауреат Всероссийской литературной премии «Звезда полей» имени Рубцова (2002).
- Лауреат премии губернатора Иркутской области (2006) — в составе редакции журнала «Сибирь»[1].
- Лауреат премии губернатора Иркутской области за достижения в искусстве и культуре (2012) — за создание цикла литературных произведений, посвящённых памяти Геннадия Гайды (в составе творческого коллектива)[2].